# Ondine (conte)
Pour les articles homonymes, voir Ondine (homonymie).
Ondine (en allemand : Undine) est un conte de Friedrich de La Motte-Fouqué, paru en 1811, dans lequel le génie féminin des eaux (nixe) éponyme, cherche, en épousant le chevalier Huldebrand, à acquérir l'âme dont elle est dépourvue.

## Adaptations

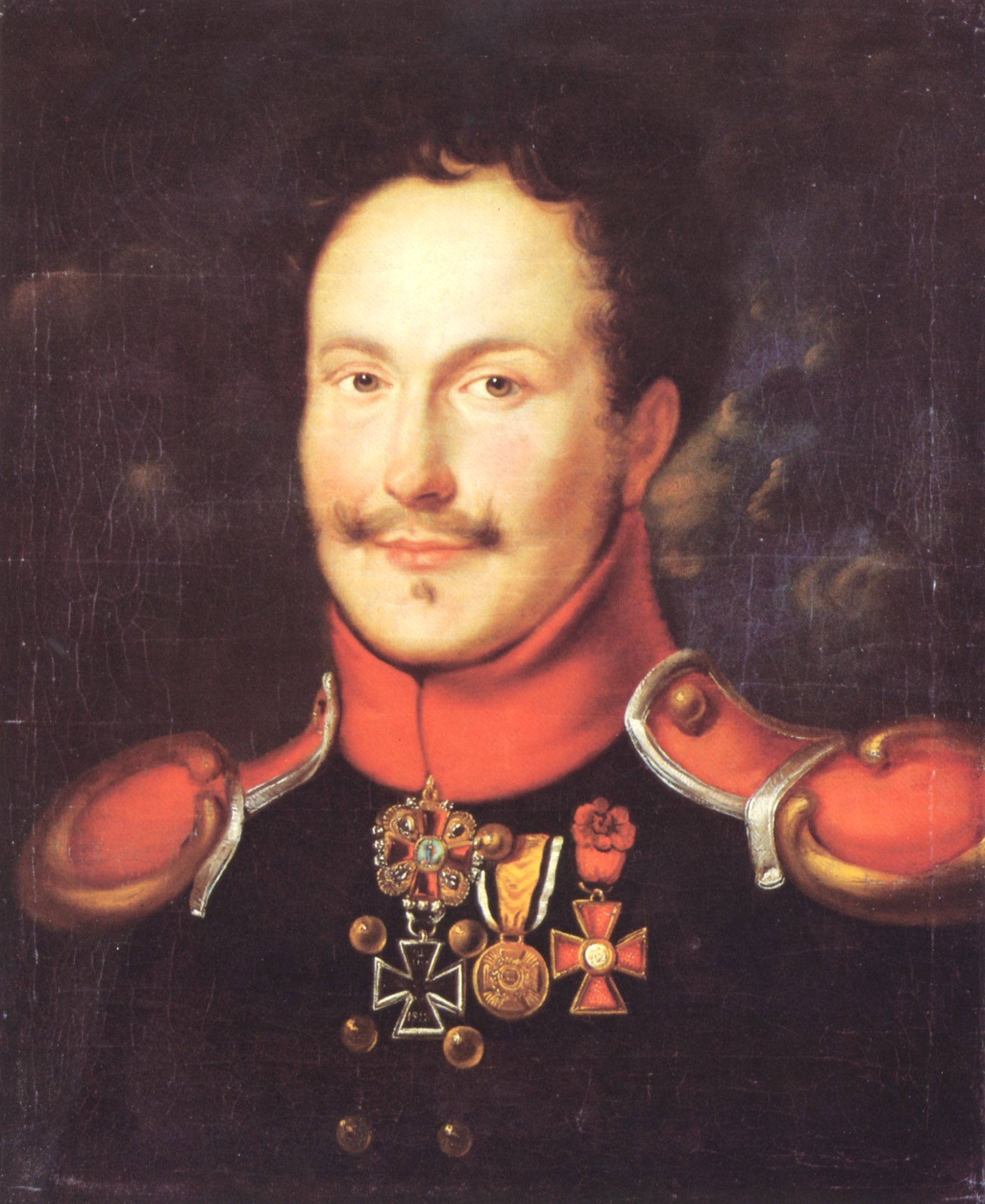
Friedrich de la Motte-Fouqué

Le conte a été rapidement adapté à l'opéra, sur un livret de La Motte-Fouqué et une musique de son ami E.T.A. Hoffmann, représenté pour la première fois le 3 août 1816 à Berlin. Cette première connut un tel succès qu'elle fut suivie de quatorze reprises jusqu'au 27 juillet 1817, date à laquelle le théâtre fut détruit par un incendie. Depuis lors, l'œuvre n'a plus été mise en scène, à l'exception d'une représentation à Prague en 1821 qui n'a obtenu aucun succès. Le 30 juin 1922, un peu plus d'un siècle plus tard, l'œuvre a été reprise sous une nouvelle forme à Aix-la-Chapelle, le livret ayant été modifié par H. von Woltzogen.
Par la suite, Ondine a été mise en scène au théâtre et donnée en Allemagne occasionnellement dans les années 1980. Ondine a été adapté au cinéma par Christian Petzold en 2020, d'après la nouvelle Ondine s'en va d'Ingeborg Bachmann.
L'œuvre reflète le climat intellectuel particulier à la Restauration allemande qui portait à se réfugier dans un monde enchanté, peuplé de divinités de la nature et de héros chevaleresques, monde que la musique de Hoffmann a su fidèlement reproduire.
Un autre opéra d'inspiration romantique, écrit en 1844, à partir de ce conte, par Albert Lortzing a été donné pour la première fois à Magdebourg le 25 avril 1845.
D'autres compositeurs ont repris cette matière :
- Joseph Ritter von Seyfried, en 1817.
- Christian Friedrich Johann Girschner, en 1830.
- Johann Peter Emilius Hartmann, en 1842.
- Alexeï Feodorowitch Lwow (ou Lwoff), en 1847.
- Carl Reinecke (Undine, sonate pour flûte et piano), en 1882.
- Maurice Desrez (1882–1969)[2], Ondine, drame lyrique en 5 actes[3] sur un poème de Jean Bonnerot (1882–1964)[4], en 1939.
- Hans Werner Henze (un ballet), en 1957.

L'adaptation française pour la scène par Bonnerot et Desrez semblerait plus convaincante que les tentatives allemandes. Après une première représentation du début de leur « drame lyrique », un critique peut ainsi écrire : « Les scènes de la chaumière… l'intimité du foyer… l'accueil fait au chevalier… tous ces épisodes se retrouvent ici tels qu'ils ont été conçus. Ils prêtaient d'ailleurs excellemment à l'expression lyrique et symphonique et M. Maurice Desrez les a heureusement traités. »

## Traductions et influences
Ce conte a été très tôt et traduit en français et en anglais.
- Dès 1818, répondant à la demande de M. Monnard exprimée un an plus tôt, Isabelle de Montolieu traductrice suisse, réalise la première traduction en français publiée par Arthus-Bertrand. La deuxième édition est publiée dès 1819, la troisième de 1822[6]. Une nouvelle édition ornée de figure est datée de 1834[7].
- 1894 voit une des premières éditions de la traduction d’Ondine par Jean Thorel (1859–1916)[8], journaliste germaniste, beau-frère d'André Cahard, peintre et graveur. Cette édition est illustrée par Marold et Mittis[9].
- En 1913, Larousse publie une nouvelle adaptation française illustrée[10], à partir de la traduction en anglais de 1911, illustrée par le dessinateur anglais Arthur Rackham[11].
- À l'occasion du centenaire de la mort de la Motte-Fouqué, en 1943, Corti réédite la traduction de Jean Thorel, cette fois illustrée de 19 lithographies de Valentine Hugo, en noir dans le texte[12]. Cette traduction est reprise vingt ans plus tard dans la Bibliothèque de la Pléiade[13].
- En 1963, dans le cadre d'une anthologie des romantiques allemands, Armel Guerne, signe une autre version, « d'après la traduction de la baronne Albertine de la Motte-Fouqué » (troisième épouse de l'auteur, 1810–1876)[14].
- En 2011, Payot-Rivages propose une retraduction contemporaine par Nicolas Waquet. Cette édition est illustrée de douze reproductions des dessins d'Arthur Rackham[15].

Le thème d’Ondine, lui-même issu de légendes populaires répandues dans le monde germanique, a été repris par plusieurs écrivains comme Aloysius Bertrand, dont le poème Ondine (1842) a été mis en musique par Maurice Ravel dans Gaspard de la nuit (1908), et Jean Giraudoux qui en a tiré sa pièce de théâtre Ondine (1939).
L'influence du conte de la Motte-Fouqué est également évidente sur La Petite Sirène (1837) de Hans Christian Andersen, et l'opéra Rusalka (1900) d'Antonín Dvořák.